# Clark Haggans
Clark Cromwell Haggans (Torrance, 10 de janeiro de 1977  – Pittsburgh, 19 de junho de 2023) foi um jogador profissional de futebol americano estadunidense que foi campeão da Temporada da NFL de 2005 jogando pelo Pittsburgh Steelers.

## Morte
Clark teve sua morte divulgada no dia 19 de junho de 2023.